# 比約恩·法爾曼
比約恩·法爾曼（挪威語：Bjørn Farmann，？—930年代），西福爾國王，金髮哈拉爾的兒子。
930年至934年間，比約恩·法爾曼被血斧埃里克所殺，其子古卓·比約恩松投靠金髮哈拉爾的另一個兒子奧拉夫·哈拉爾松。居羅德的兒子即為哈拉爾·格倫斯克，奧拉夫二世的父親。